# Korejsko slikarstvo
Korejsko slikarstvo odnosi se na slike nastale u Koreji te na radove korejskih slikara nastalih izvan Koreje. Uključuje staru umjetnost poput petroglifa sve do postmoderne konceptualne umjetnosti pomoću prolaznih oblika svjetlosti. Kaligrafija se rijetko pojavljuje na uljnim slikama, a uključuje i korejsku kaligrafiju. Poput umjetnosti istočne Azije, ljepota prostora važna je i za korejsko slikarstvo.
Općenito, povijest korejskoga slikarstva datira od otprilike 108. g., kada se počinje pojavljivati kao neovisni oblik. Između toga vremena i slika i fresaka koje se pojavljuju na grobovima Goguryeo, bilo je malo istraživanja. Do dinastije Joseona, primarni utjecaj imalo je kinesko slikarstvo, iako se slikalo korejske krajolike, izraze lica, budističke teme s naglaskom na promatranjem neba u skladu s brzim razvojem korejske astronomije.
Kroz povijest korejskoga slikarstva, često se pojavljuju monokromatski radovi crne tinte vrlo često na papiru od dudovca ili na svili te šarolika narodna umjetnost ili minhwa, ritualna umjetnost, grobne slike i umjetnosti festivala koji su imali veliku upotrebu boja. Ova je razlika često bila temeljena na staležima: učenjaci, osobito u konfucijanskoj umjetnosti, osjećali su da se boja u monokromatskim slikama razlikuje u stupnjevima i osjećali su, da stvarna upotreba boje košta slike i ograničava maštu. Korejska narodna umjetnost i slikarstvo arhitektonskih okvira vidjeli su boju kao osvjetljavanje određenih vanjskih okvira drva, a opet unutar tradicije kineske arhitekture i ranih budističkih utjecaja bogatih thaloma i primarnih boja inspiriranih indijskom umjetnošću.
Korejski slikari u razdoblju nakon 1945. godine pod utjecajem su Zapada. Određeni europski umjetnici koji su koristili impasto tehniku i kružne poteze kista privukli su korejski interes. Slikari poput Gauguina, Monticellija, Van Gogha, Cézannea, Pissarra i Braquea imali su vrlo velik utjecaj na korejsko slikarstvo, jer su ih najviše naučavali u umjetničkim školama, a knjige o slikarstvu bile su dostupne i prevedene na korejski jezik. Iz tih izvora potječu tonske palete suvremenih korejskih umjetnika: žuti oker, kadmij žuta, napuljska žuta i dr. Sve ove boje su gusto obojene, podebljane i često prikazuju jako teksturirane platnene ploče ili guste šljunčane ručne radove.
Teorija boja korištena je preko formalne perspektive, a još uvijek postoji preklapanje između slikarske umjetnosti i pop-grafike, jer je primarni utjecaj na slikare keramika.